# 矿场

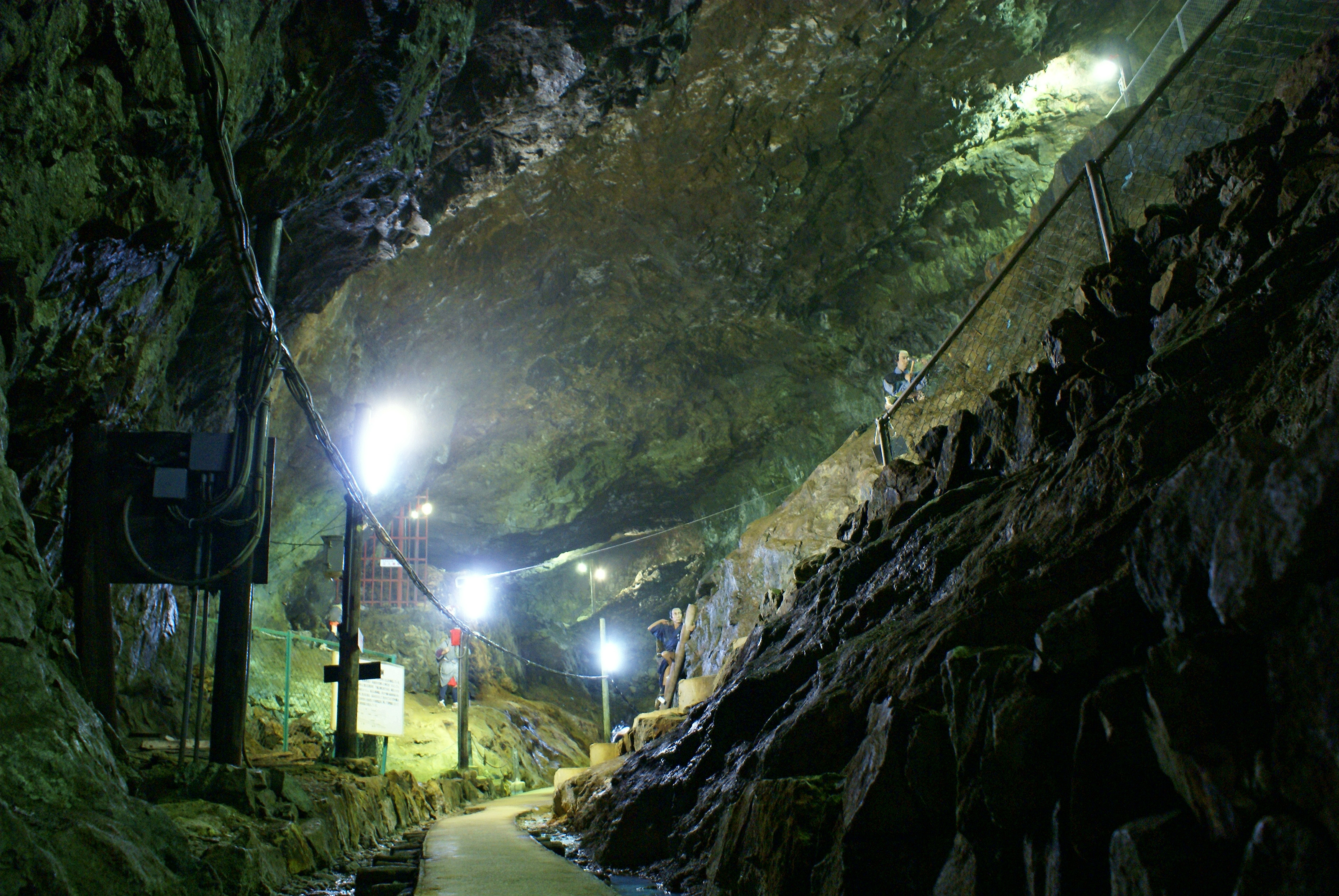
日本笹畝铜矿坑道遗迹

矿场（矿山）是指采矿业中，对有价值矿物进行勘探、开采、选矿以及初步冶炼的主要场所。一般而言，矿场是最广义的，而矿山有时特指在山地的采矿作业场所。

## 类别
矿场可以依据开采矿物的种类进行划分，通常可以初步分为金属矿场和非金属矿场等，非金属矿场比较特殊的是油田以及气田。
也可以根据开采矿物的手段以及由此造成的结构差异进行区分，可以分为露天矿场和地下矿场等。

## 设施

### 排水系统
采掘过程中可能会出现地下水或石油喷涌，因此从古至今从事采矿者发明了多种排水方法